# کلیسای جامع الگین
کلیسای جامع الگین (انگلیسی: Elgin Cathedral) به ویرانه‌های تاریخی یک کلیسا در الگین در شمال شرقی اسکاتلند‌اشاره دارد. این کلیسا که به تثلیث مقدس پیشکش شده بود در ۱۲۲۴ در زمین‌هایی که الکساندر دوم اسکاتلند آنان را اهدا کرده بود تأسیس شد. پس از یک آتش‌سوزی در ۱۲۷۰، این کلیسا تحت بازسازی قرار گرفت و در جریان آن اندازه‌اش بسیار بزرگ‌تر شد. به این بنا در جریان جنگ‌های استقلال اسکاتلند آسیبی نرسید ولی در ۱۳۹۰ و در جریان شورش برادر روبرت سوم اسکاتلند باز طعمهٔ حریق شد و در ۱۴۰۲ نیز هواداران ارباب جزیره‌ها باز آن را آتش زدند. پس از اصلاحات پروتستانی اسکاتلند در دههٔ ۱۵۶۰ این کلیسا رها شد و به دست فراموشی سپرده شد. تا ۱۶۱۵ ساختمان اصلی آن نسبتاً دست نخورده باقی مانده بود. در زمستان ۱۶۳۷ طوفانی سقف بال شرقی آن را تخریب کرد. در ۱۶۸۹ مالکیت آن از کلیسا به تاج‌وتخت پادشاهی انتقال یافت ولی این انتقال در سرنوشت کلیسا تأثیری نداشت و کار بازسازی آن تا قرن نوزدهم آغاز نشد.